# Parti socialiste de gauche
Cet article concerne Parti socialiste de gauche norvégien. Pour le parti tunisien, voir Parti socialiste (Tunisie). Pour le parti français, voir Parti socialiste unitaire (France). Pour le parti danois, voir Socialistes de gauche.
Le Parti socialiste de gauche (en norvégien : Sosialistisk Venstreparti) est un parti politique norvégien socialiste démocratique. Positionné à gauche ou à la gauche radicale de l'échiquier politique, il s'oppose à l'adhésion à l'Union européenne et à l'Espace économique européen,,. SV soutient un secteur public fort, des programmes de protection sociale plus solides, l'écologisme et le républicanisme,. En 2018, le parti comptait 11 385 membres ; le nombre n'a cessé d'augmenter depuis un point bas en 2015. Son actuel président est l'ancien ministre Audun Lysbakken, élu le 11 mars 2012,.
Le parti a été fondé en 1973 sous le nom de Ligue électorale socialiste (en), une coalition électorale avec le Parti communiste norvégien, le Parti populaire socialiste, les socialistes démocrates - AIK (en) et les socialistes indépendants. En 1975, la coalition a été transformée en un parti politique unifié. Le parti a été en grande partie fondé à la suite de la politique étrangère qui prévalait à l'époque, les socialistes étant opposés à l'adhésion de la Norvège à l'Union européenne (alors connue sous le nom de Communauté économique européenne) et à l'OTAN,,. SV appelle à un secteur public plus fort, à une économie mixte et à un renforcement du filet de protection sociale. Tout en prônant le socialisme démocratique, le parti se profile également de plus en plus comme un partisan du féminisme et de l'écologisme à travers l'écosocialisme.
Lors des élections législatives de 2005, SV est devenu un parti de gouvernement pour la première fois, participant à la coalition rouge-verte (en) avec le Parti travailliste et le Parti du centre ; avant cela, il était fréquemment refusé par le parti travailliste. Le SV a été réduit au septième plus grand parti après les élections législatives de 2013, lors de sa pire élection jamais enregistrée, mais a rebondi lors des élections législatives de 2017, et 2021, bien qu'il soit resté les deux fois dans l'opposition.

## Composition politique
Le Parti socialiste de gauche est né de la réunion du Parti communiste norvégien et de plusieurs petits partis de gauche.

## Idéologie
Le Parti socialiste de gauche est favorable à l'établissement d'un État-providence et des taxes sur la richesses. Le parti est aussi défini comme écosocialiste et féministe. Le parti est favorable à davantage d'immigration sur le sol norvégien et à la création d'une société norvégienne multiculturelle. Sur le plan internationale, le parti s'est opposé à la campagne d'Afghanistan et à la seconde guerre du Golfe. Il a toujours été opposé à l'adhésion de la Norvège à l'Union européenne.

## Résultats électoraux

### Élections législatives
| Année | Voix    | %    | Rang | Sièges   | Gouvernement   |
| ----- | ------- | ---- | ---- | -------- | -------------- |
| 1973  | 241 851 | 11,2 | 4e   | 16 / 155 | Opposition     |
| 1977  | 96 248  | 4,2  | 5e   | 2 / 155  | Opposition     |
| 1981  | 121 561 | 4,9  | 4e   | 4 / 155  | Opposition     |
| 1985  | 141 950 | 5,5  | 5e   | 6 / 157  | Opposition     |
| 1989  | 266 782 | 10,1 | 4e   | 17 / 165 | Opposition     |
| 1993  | 194 633 | 7,9  | 4e   | 13 / 165 | Opposition     |
| 1997  | 155 307 | 6    | 6e   | 9 / 165  | Opposition     |
| 2001  | 316 397 | 12,5 | 4e   | 23 / 165 | Opposition     |
| 2005  | 232 971 | 8,8  | 4e   | 15 / 169 | Stoltenberg II |
| 2009  | 166 361 | 6,2  | 4e   | 11 / 169 | Stoltenberg II |
| 2013  | 116 021 | 4,1  | 7e   | 7 / 169  | Opposition     |
| 2017  | 176 222 | 6    | 5e   | 11 / 169 | Opposition     |
| 2021  | 228 052 | 7,5  | 5e   | 13 / 169 | Opposition     |

### Élections régionales
| Année | Voix    | % | Sièges   | +/- | Rang |
| ----- | ------- | - | -------- | --- | ---- |
| 2019  | 150 173 | 6 | 39 / 633 |     | 6e   |

### Élections municipales
| Année | Voix    | % | Rang |
| ----- | ------- | - | ---- |
| 2019  | 158 946 | 6 | 6e   |